# Chelepteryx collesi
Espèce
Chelepteryx collesi est une espèce d'insectes lépidoptères de la famille des Anthelidae.
- Répartition : Australie.